# 取手駅通り魔事件
取手駅通り魔事件（とりでえきとおりまじけん）は、2010年（平成22年）12月17日に、茨城県取手市で発生した通り魔事件。

## 概要
2010年（平成22年）12月17日午前7時40分ごろ、茨城県取手市のJR常磐線・関東鉄道常総線取手駅の西口ロータリーにて停車中の関東鉄道の路線バスに男が乗り込み、突然包丁を取り出して通学中の江戸川学園取手中学校・高等学校の女子高生ら14人を次々に刺した。
この事件で高校生9人、中学生3人、一般人2人が負傷した。うち、女性1人が重傷を負った。
事件当時、取手駅西口バスロータリーにバスは2台在線しており、関東鉄道取手営業所所属の7時45分発の中央タウン経由江戸川学園行きのバス（以降、1台目と呼称）と守谷駅東口から到着し、7時50分発の中央タウン経由江戸川学園行きになるバス（以降、2台目と呼称）が居た。男はまず前に止まっていた1台目のバスに侵入し、刃物を取り出した。車中で刃物を振り回し、女子高生を殴るなど暴力を行う。2台目に移動したのち、乗客に取り押さえられ、茨城県取手警察署の警察官に殺人未遂の現行犯で逮捕された。 
事件を巡っては、事件現場の周囲にいた通行人がtwitterを用いて現場の状況を速報するなどの行為も見られた。
2011年（平成23年）5月27日、水戸地方検察庁は男を傷害と銃砲刀剣類所持等取締法違反の罪で起訴した。逮捕時は殺人未遂罪であったが、被害者の怪我の程度が1〜3週間と比較的軽く、殺意の認定が難しかったことから傷害罪等での起訴となった。
同年9月12日、水戸地方裁判所（菱田泰信裁判長）において懲役3年6月の判決が言い渡された。